# Signe Smith
Signe Alfhilda Smith, född 29 juli 1900 i Göteborg, död där 10 oktober 1979, var en svensk skulptör.
Hon var dotter till direktören Sten Sigurd Smith och Alfhild Charlotta Cnattingius och från 1929 gift med adjunkten Carl Gustaf Hulthe. Smith studerade vid Valands målarskola i Göteborg. Hon var representerad med skulpturen  Barnhuvud vid utställningen Konst och kuriosa i Klippanhem 1944.  